# 1885年3月16日日食
1885年3月16日日食为一次在协调世界时1885年3月16日（俄罗斯极东部地区为3月17日）出現的日環食。該次日食食分為0.9778，食甚維持1分55秒。

## 概述
這次日食的食分是0.9778，環食維持1分55秒。

## 基本參數
- 類型：日環食
- 食甚資料：
  - 日期：1885年3月16日
  - 時間：17時45分43秒
  - 地點：49N 106W
  - 食分：0.9778
  - 日環食持續時間：1分55秒

## 外部連結
- NASA日食專頁（页面存档备份，存于）（英文）